# NXPH3
NXPH3 (англ. Neurexophilin 3) – білок, який кодується однойменним геном, розташованим у людей на короткому плечі 17-ї хромосоми. Довжина поліпептидного ланцюга білка становить 252 амінокислот, а молекулярна маса — 28 127.
| 10         |  | 20         |  | 30         |  | 40         |  | 50         |
| ---------- |  | ---------- |  | ---------- |  | ---------- |  | ---------- |
| MQLTRCCFVF |  | LVQGSLYLVI |  | CGQDDGPPGS |  | EDPERDDHEG |  | QPRPRVPRKR |
| GHISPKSRPM |  | ANSTLLGLLA |  | PPGEAWGILG |  | QPPNRPNHSP |  | PPSAKVKKIF |
| GWGDFYSNIK |  | TVALNLLVTG |  | KIVDHGNGTF |  | SVHFQHNATG |  | QGNISISLVP |
| PSKAVEFHQE |  | QQIFIEAKAS |  | KIFNCRMEWE |  | KVERGRRTSL |  | CTHDPAKICS |
| RDHAQSSATW |  | SCSQPFKVVC |  | VYIAFYSTDY |  | RLVQKVCPDY |  | NYHSDTPYYP |
| SG         |  |            |  |            |  |            |  |            |

A: Аланін

C: Цистеїн

D: Аспарагінова кислота

E: Глутамінова кислота

F: Фенілаланін

G: Гліцин

H: Гістидин

I: Ізолейцин

K: Лізин

L: Лейцин

M: Метіонін

N: Аспарагін

P: Пролін

Q: Глутамін

R: Аргінін

S: Серин

T: Треонін

V: Валін

W: Триптофан

Секретований назовні.